# Mortemia
Mortemia — готик-метал сайд-проект Мортена Веланда, норвежского музыканта, который является одним из основателей Tristania и основателем Sirenia. При работе над текстами у Мортена накопилось множество материала, не вписывающегося в формат Sirenia, поэтому было решено выпустить эти песни отдельно от основного проекта. 6 июля 2009 года был заключён контракт с Napalm Records на выпуск первого альбома.
В 2021 году Мортен Веланд возобновил деятельность проекта и выпустил мини-альбом The Pandemic Pandemonium Sessions, представляющий собой серию цифровых синглов, записанных при участии вокалисток из нескольких европейских метал-групп. Первой 14 мая того же года была выпущена песня «The Enigmatic Sequel», вокал для неё записала Мадлен Лийестам из шведской группы Eleine.

## Название проекта
Название нового проекта созвучно с Sirenia, но происходит оно не от имени Мортена, а от латинского «mortem», что в переводе означает «смерть».

## История проекта
Первая песня проекта — «The One I Once Was» была опубликована 17 января 2010 года, на Myspace-страничке проекта.

## Дискография
- Misere Mortem (2010, Napalm Records)
- The Pandemic Pandemonium Sessions[англ.] (EP, 2021, —)

## Состав
- Мортен Веланд (норв. Morten Veland) — вокал, гроулинг, все инструменты, сведение, мастеринг, продюсер.